# Piperacillin/tazobactam
Piperacillin/tazobactam, một trong những tên thương mại là Tazocin, là một thuốc kết hợp chứa kháng sinh piperacillin và tazobactam kháng  β-lactamase. Sự kết hợp này có tác dụng chống lại nhiều vi khuẩn Gram-dương và Gram-âm bao gồm Pseudomonas aeruginosa. Nó được dùng để điều trị các bệnh viêm vùng chậu, nhiễm trùng ổ bụng, viêm phổi, viêm mô tế bào, và nhiễm khuẩn huyết.Đường dùng tiêm tĩnh mạch.
Tác dụng phụ thường gặp bao gồm nhức đầu, khó ngủ, phát ban, buồn nôn, táo bón và tiêu chảy. Các tác dụng phụ nghiêm trọng bao gồm nhiễm khuẩn Clostridium difficile và phản ứng dị ứng bao gồm cả sốc. Những người bị dị ứng với các beta-lactam khác có nhiều khả năng bị dị ứng với piperacillin/tazobactam. Sử dụng an toàn cho phụ nữ có thai hay cho con bú. Tác dụng  diệt khuẩn bằng cách ức chế tổng hợp vách tế bào.
Piperacillin/tazobactam được chấp thuận sử dụng tại Mỹ vào năm 1993. Thuốc nằm trong danh mục thuốc thiết yếu của tổ chức Y tế thế giới, là danh sách các thuốc an toàn và hiệu quả nhất cho hệ thống y tế.  Tình hình sử dụng thuốc ở các nước đang phát triển vào năm 2015 khoảng 11 USD mỗi ngày. Ở Anh cùng năm 2015, số tiền này là khoảng 38.70 pounds mỗi ngày.

## Tác dụng
Thuốc được sử dụng chủ yếu ở đơn vị hồi sức cấp cứu (viêm phổi, viêm phúc mạc), nhiễm trùng  liên quan đến bệnh lý bàn chân ở người tiểu đường và điều trị theo kinh nghiệm sốt bạch cầu (ví dụ như, sau khi hóa trị). Thuốc tiêm mỗi 6 hoặc 8 giờ, thường hơn 3-30 phút. Cũng có thể được  truyền liên tục hơn bốn giờ. Truyền kéo dài nhằm tối đa hóa thời gian nồng độ huyết thanh trên mức nồng độ kìm khuẩn tối thiểu(MIC) của các vi khuẩn gây bệnh.
Piperacillin-tazobactam được khuyến cáo bởi National Institute for Health and Care Excellence là thuốc điều trị hàng đầu cho nhiễm trùng huyết ở bệnh nhân ung thư giảm bạch cầu.

## Tác dụng không mong muốn
Tác dụng không mong muốn phổ biến nhất là tiêu chảy (7-11%). Một tác dụng không mong muốn khác là ức chế tiểu cầu (giảm tiểu cầu).